# Літорал-Лагунар (мікрорегіон)

Літорал-Лагунар на карті

Літорал-Лагунар (порт. Microrregião do Litoral Lagunar) — мікрорегіон в Бразилії, входить до складу штата Ріу-Гранді-ду-Сул. Складова частина мезорегіону Південний схід штату Ріу-Гранді-ду-Сул.
Населення становить 259 638 осіб (на 2010 рік). Площа — 9 272,383 км². Щільність населення — 28,00 осіб/км².

## Демографія
Згідно з відомостями, зібраними в ході перепису 2010 Національними інститутом географії та статистики (IBGE), населення мікрорегіону становить:
| Повне населення                              | Повне населення                              | Повне населення                              | Повне населення                              | 259 638 |
| -------------------------------------------- | -------------------------------------------- | -------------------------------------------- | -------------------------------------------- | ------- |
| в том числе:                                 | Міське населення                             | 239 399                                      | Відсоток міського населення, %               | 92,20   |
|                                              | Сільське населення                           | 20 239                                       | Відсоток сільського населення, %             | 7,80    |
|                                              | Чоловіче населення                           | 126 376                                      | Відсоток чоловічого населення, %             | 48,67   |
|                                              | Жіноче населення                             | 133 262                                      | Відсоток жіночого населення, %               | 51,33   |
| Щільність населення, осіб/км²                | Щільність населення, осіб/км²                | Щільність населення, осіб/км²                | Щільність населення, осіб/км²                | 28,00   |
| Населення мікрорегіону в % к населению штата | Населення мікрорегіону в % к населению штата | Населення мікрорегіону в % к населению штата | Населення мікрорегіону в % к населению штата | 2,43    |

## Статистика
- Валовий внутрішній продукт на 2003 становить 4 306 865 217,00 реалів (дані: Бразильський інститут географії та статистики).
- Валовий внутрішній продукт на душу населення на 2003 становить 16 766,70 реалів (дані: Бразильський інститут географії та статистики).
- Індекс розвитку людського потенціалу на 2000 становить 0,786 (дані: Програма розвитку ООН).

## Склад мікрорегіону
У складі мікрорегіона включені наступні муніципалітети:
1. Чуі
2. Ріу-Гранді
3. Санта-Віторія-ду-Палмар
4. Сан-Жозе-ду-Норті